# مايك مورغان
مايك مورغان (بالإنجليزية: Mike Morgan)‏ هو محامي وسياسي أمريكي، ولد في 26 يناير 1955 في الولايات المتحدة. حزبياً، نشط في الحزب الديمقراطي. وقد انتخب عضو مجلس ولاية أوكلاهوما.